# Fonds de Moscou
Le fonds de Moscou est un très important ensemble d'archives françaises : archives policières et militaires prises après la défaite de 1940, archives des services spéciaux prises après l'invasion de la zone libre. L'ensemble, transporté en Allemagne, saisi par les troupes soviétiques en 1945 en Allemagne est rendu à la France en 1994 et 2004. Les fonds les plus importants concernent le ministère de la Guerre et celui de la Sûreté générale, ancêtre de la police nationale et conservé aux Archives nationales à Pierrefitte-sur-Seine.  

## Historique
Des archives militaires et policières ont été saisies par l'armée allemande lors de son entrée dans Paris en 1940. Des archives des services spéciaux ont été saisies après l'invasion de la zone libre. Entre 1940 et 1945, elles sont conservées en Tchécoslovaquie et en Pologne, triées, exploitées par les Allemands, avant d'être transférées à Moscou en 1945 après leur récupération par les Soviétiques. Pendant 50 ans, elles sont inventoriées et exploitées par diverses administrations (ministère des Affaires étrangères, KGB…) avant d'être restituées, sans doute en partie seulement, à la France en 1994 et 2004. Outre les archives publiques saisies dans les ministères de la Guerre et de l'Intérieur, des archives privées ont été saisies : archives d'intellectuels et d'hommes politiques (Léon Blum), archives d'association (telles que la Ligue des droits de l'homme), de syndicats, de partis politiques et de loges maçonniques.

## Archives restituées aux Archives nationales

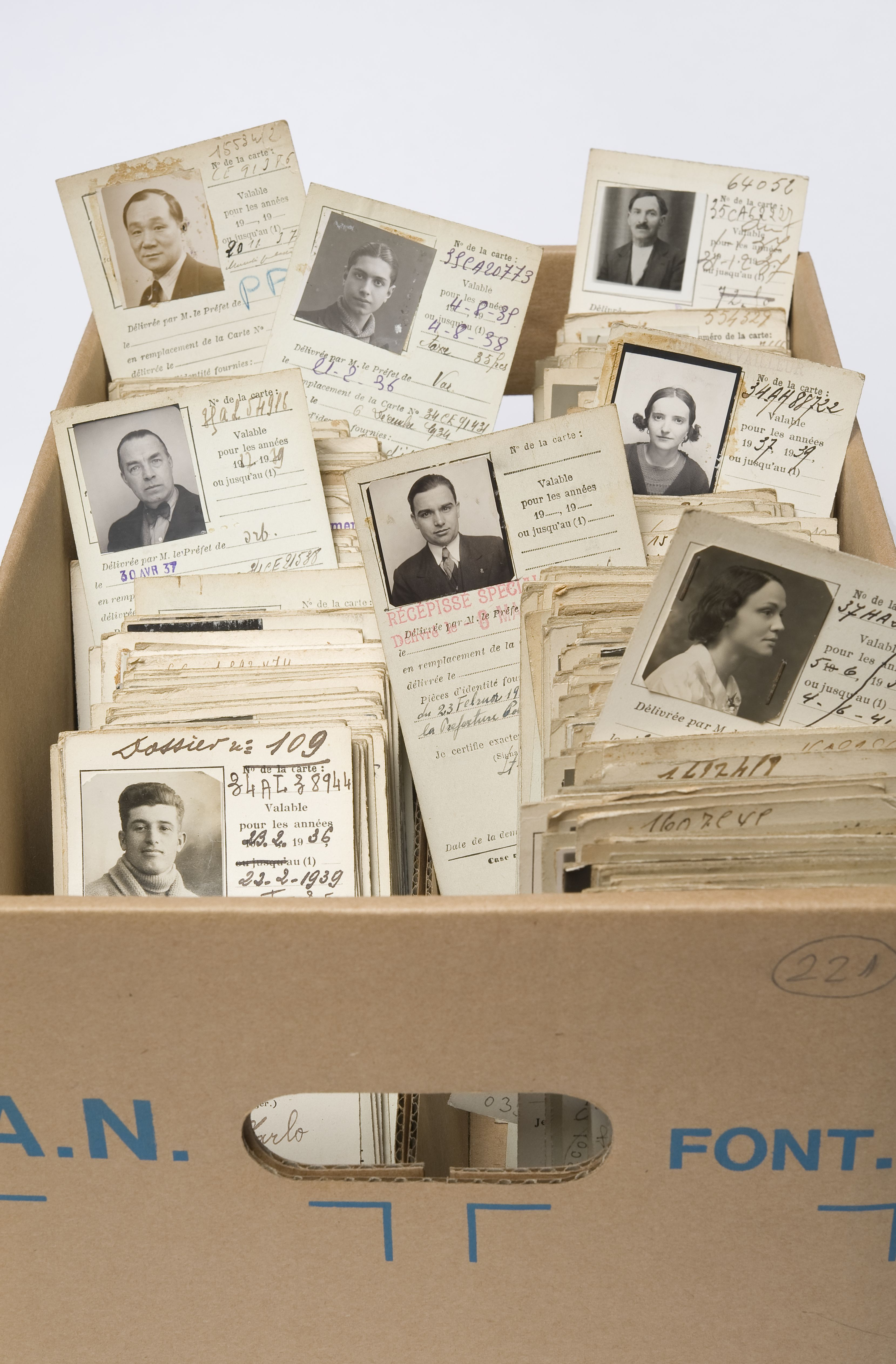
Boîte du Fichier central de la sûreté nationale (Archives nationales)

Aux Archives nationales, on trouve des dossiers et un fichier de surveillance nominatifs, provenant du fichier central, fusion de différents fichiers et des documents produits par les différents organes de la Sûreté (6 kilomètres linéaires). Ils datent essentiellement des années 1930. En 2013, ils ont été adjoints aux fonds du département Justice et Intérieur à Pierrefitte-sur-Seine. Les reclassements effectués par les Russes ont été conservés dans les versements rapatriés en France.
Dans son livre Histoire des grands-parents que je n'ai pas eus publié en 2012, Ivan Jablonka a raconté comment il a retrouvé les dossiers individuels de ses proches dans les archives de la Sûreté du « Fonds de Moscou ».

## Archives restituées conservées au Service historique de la Défense
Depuis leur restitution au ministère de la Défense, les archives saisies au ministère de la Guerre ont été reclassées en fonction du service producteur. Elles provenaient principalement du Conseil supérieur de la guerre, du Conseil supérieur de la défense nationale, du cabinet du ministre, du secrétariat général du ministère, du Comité militaire allié de Versailles, des commissions militaires interalliées de contrôle, des 1er et 4e bureaux de l'état-major des armées et du grand quartier général en 1914-1918 et 1939-1940. D'autres concernent les services spéciaux,

## Sources complémentaires
Aux Archives nationales, le fonds de Moscou fait écho à des dossiers non saisis en 1940 par l'armée d'occupation qui se trouvent dans la série F7.
Sur Geneawiki : Fonds de Moscou ainsi que les collections indexées et numérisées dans le projet correspondant intitulé : Fichier central de sûreté nationale].